# Performance-Measurement-System
Ein Performance-Measurement-System oder Kennzahlensystem ist ein System, das dazu dient, Maßnahmen im Bereich des „Performance Measurement“ auf der Basis von Kennzahlen durchzuführen. Performance-Measurement ist ein Prozess, in dessen Rahmen Informationen im Hinblick auf die Performance von Individuen, Gruppen, Organisationen, Systemen oder Komponenten gesammelt, analysiert und dargestellt werden. Häufig hat es mit der Analyse von Prozessen innerhalb von Organisationen zu tun und zielt darauf ab, zu ermitteln, ob die Ergebnisse den Intentionen entsprechen. Eine verbreitete Verwendung des Begriffs betrifft die Leistungsmessung eines Unternehmens bzw. einer Unternehmenseinheit. Er ist daher Teil des im deutschen Geschäftsleben verbreiteten englischsprachigen Jargon. 
Im Gegensatz zu einem Kennzahlensystem stellt ein Performance-Measurement-System ein Managementsystem dar, das der (mehrdimensionalen) Leistungsmessung und Unternehmenssteuerung dient. Es geht deshalb seitens der Funktionalität über ein reines Kennzahlensystem hinaus. Dabei bezieht sich die Messung nicht ausschließlich auf herkömmliche Leistungsgrößen (wie Umsatz, Gewinn, Return on Investment), sondern es erfolgt eine ganzheitliche Betrachtung vieler Einflussgrößen. Neben den traditionellen, rein finanziellen Kennzahlen können zum Beispiel auch die Mitarbeiter- und Kundenzufriedenheit, Anzahl der Neukunden, Leistung und Verhalten von Mitarbeitern, Fluktuationsraten usw. beobachtet und ausgewertet werden. Wertorientierte Performance-Measurement-Systeme weisen eine klar definierte Spitzenkennzahl, das Performancemaß, auf (z. B. Unternehmenswert, Economic-Value-Added), das durch die anderen Kennzahlen erklärt wird; vgl. Performance (Risikomanagement).
In der Theorie und Praxis existieren eine Vielzahl von Performance-Measurement-Systemen. Die bekanntesten sind: 
- die Balanced Scorecard,
- das EFQM-Modell
- das Tableau de Bord
- die Data-Envelopment-Analysis (Dateneinhüllanalyse),
- der Skandia Navigator (Wissensbilanz).
- die Performance Pyramid
- das Performance Prism
- das Quantum Performance Measurement System
- die wertorientierte Führung (siehe Unternehmensführung)
- die indexierte operative Leistungsmessung
- die risikoorientierten Performancemanagementsysteme (Performance (Risikomanagement))